# شهداء عمورية الـ42

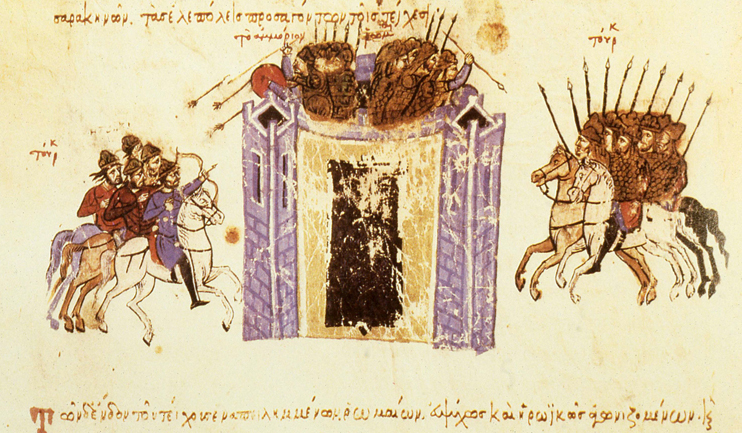
مننمة من Madrid Skylitzes في القرن 12 تصور حصار العباسيين لعمورية

شهداء عمورية الاثنين والأربعين (باليونانية: οἰ ἅγιοι μβ′ μάρτυρες τοῦ Ἀμορίου) هي حادثة تذكرها المصادر الغربية فيها أسرت الخلافة العباسية 42 وجيه بيزنطي في معركة عمورية في 838 م وأعدموا بعد الأسر بسبع سنين بعدما رفضوا الإسلام. تحتفل الكنيسة الأرثوذكسية الشرقية بذكراهم في 6 مارس من كل عام.

## الحدث
شن الخليفة العباسي المعتصم في عام 838 م حملة كبيرة ضد الإمبراطورية البيزنطية نتيجة لحملة الإمبراطورية البيزنطية على الدولة العباسية في العام السابق، انتهت بسقوط مدينة عمورية عاصمة ومهد الأسرة العمورية البيزنطية الحاكمة.
أُسر 42 من جنود ووجهاء عمورية بعد المعركة وسجنوا في سامراء عاصمة الخلافة العباسية آنذاك. حاول توفيل بن ميخائيل عدة مرات مبادلة الأسرى أو فديتهم عدة مرات حتى توفي عام 842 م وكذلك فعل ميخائيل الثالث وزوجته ثيودورا إلا أن طلبهم وعروضهم رفضت.
أعدم الوجهاء يوم 6 مارس 845 م في سامراء، بعدما رفضوا الإسلام وفقا للمصادر الغربية. قلة من هؤلاء ال 42 كانت أساميهم معروفة. وتشير المصادر إلى أن أهل عمورية المسيحيين احتموا في كنيسة لهم هائلة، فتحها الجيش الإسلامي وقتلوا من فيها وأحرقوا باب الكنيسة فاحترقت ومات جميع من كان فيها.